# ماریسه گویگو
ماریسه گویگو (انگلیسی: Maurice Guigue؛ ۴ اوت ۱۹۱۲ – ۲۷ فوریهٔ ۲۰۱۱) یک داور فوتبال اهل فرانسه بود. او داوری فینال جام جهانی فوتبال ۱۹۵۸ را بر عهده داشت.